# بريان يونغ (لاعب اتحاد الرغبي)
بريان يونغ (بالإنجليزية: Bryan Young) هو لاعب اتحاد الرغبي بريطاني، ولد في 11 يونيو 1981 في بيليمينا في المملكة المتحدة.

## وصلات خارجية
- بريان يونغ عل موقع إسبنسكروم (الإنجليزية)
- بريان يونغ على موقع ItsRugby.co.uk (الإنجليزية)